# باري وايس
باري وايس (بالإنجليزية: Bari Weiss)‏ هي كاتبة آراء ومحررة أمريكية. في 2017، انضمت وايس إلى صحيفة النيويورك تايمز كمحررة في قسم الآراء.

## النشأة والتعليم
وُلدت باري وايس في مدينة بيتسبرغ بولاية بنسلفانيا، وهي ابنة لكل من لو وإيمي وايس. ترعرعت باري في حي سكويرل هيل بالمدينة، وتخرجت من مدرسة بتسبيرغ كوميونيتي داي ثم من أكاديمية شيدي سايد. حضرت باري كنيس شجرة الحياة وحصلت على البار متسفا الخاص بها هناك. بعد المدرسة الثانوية، ذهبت وايس إلى إسرائيل في برنامج سنة الاستراحة.
تخرجت وايس من جامعة كولومبيا عام 2007. أصبحت وايس زميلة لوول ستريت جورنال في 2007، كما كانت زميلة لدوروت في القدس من عام 2007 حتى عام 2008.
كطالبة في كولومبيا، أسست وايس تحالف كولومبيا للسودان كرد على الحرب في دارفور، كما كانت أيضا مؤسسة مساعدة لأكاديمية كولومبيا للحرية. قالت المجموعة أن المدرسين كانوا يرهبون الطلاب الذين أظهروا مشاعر التأييد لإسرائيل في نقاشات الفصل التي كان المدرسون يختلفون معها. قالت وايس أنها شعرت بالإرهاب في الفصل بسبب جوزيف مسعد. قال تحالف نيويورك للحقوق المدنية أن أكاديمية كولومبيا للحرية في الواقع هددت الحرية الأكاديمية في الجامعة.

## الحياة المهنية
كانت وايس محررة أخبار وسياسة في تابلت من 2011 إلى 2013، كما كانت محررة مراجعات كتب ملحقة في وول ستريت جورنال من 2013 إلى أبريل 2017، عندما انتقلت إلى نيويورك تايمز لتعمل محررة في قسم الآراء. في 2018، انتقدت حركة #أنا_أيضا. في 2018، كانت ضيفة في برنامج ريال تايم مع بيل مار في ثلاث حلقات تحدثت فيها عن قضايا الحقوق الاجتماعية. ظهرت بعد ذلك في حلقة رابعة في ذلك الموسم كضيفة منفردة لتتحدث عن حادثة إطلاق نار كنيس بيتسبورغ. ترعرعت وايس في هذه الكنيس وكانت تعرف بعض الضحايا.
وُصفت وايس بأنها محافظة من كل من هاآرتس، وتايمز إسرائيل، وذا ديلي دوت، وبيزنس إنسايدر، على الرغم من أنها تصف نفسها بأنها «في المنتصف وتميل إلى اليسار». طبقا للوكالة اليهودية التلغرافية، فإن «كتاباتها التي تنتقد فيها كلا من اليمين واليسار، لا تخضع بسهولة إلى عنونة». طبقا لمراسل واشنطن بوست آفي سيلك، فإن وايس «تعتبر نفسها ليبرالية ولكنها غير مرتاحة مع أعذار الثقافة اليسارية».
عبرت وايس عن تأييدها لإسرائيل وللصهيونية في عواميدها الصحفية. عندما وصفها الكاتب أندرو سوليفان بأنها «صهيونية بحتة»، أجابت وايس قائلة بأنها «تعترف بذلك بسعادة». في 2018، قالت وايس بأنها تصدق اتهامات الاعتداءات الجنسية ضد مرشح المحكمة العليا للولايات المتحدة بريت كافانو، ولكنه يجب عدم إقصائه من الخدمة في المحكمة العليا لأنه كان في عمر السابعة عشر عندما قام بالاعتداءات المدعاة.

## الحياة الشخصية
تزوجت وايس من جيسون كاس، مؤسس تويلتس فور بيبول وهي شركة تصمم وتصنع حمامات متحفظة لا تستخدم المياه.

## روابط خارجية
- باري وايس على موقع IMDb (الإنجليزية)
- باري وايس على موقع ميوزك برينز (الإنجليزية)